# Premi Fedora
I Premi Fedora sono riconoscimenti annuali europei assegnati a produzioni artistiche innovative nel mondo della danza e dell'opera lirica. Sono stati istituiti a Parigi nel 2015.

## Storia
L'associazione no-profit Fedora, o Circolo Europeo dei Filantropi dell'Opera e del Balletto, fu fondata a Parigi nel 2013, da Jérôme-François Zieseniss, con lo scopo di contribuire al futuro dell'opera e della danza favorendo gli artisti più innovativi.
Nel 2015, si svolse la prima edizione del concorso Fedora che terminò con l'assegnazione dei premi a due vincitori per due categorie. La particolarità di questo concorso è che aiuta a realizzare le produzioni artistiche che ricevono la candidatura. Una giuria di esperti nel mondo dell'opera e della danza seleziona dei progetti in fase di elaborazione. I quattro candidati, annunciati nel mese di settembre, sviluppano il progetto con l'assistenza dell'organizzazione, che li finanzia tramite una campagna di crowdfunding online fino alla fine di novembre. Le opere sono quindi valutate dalla giuria, che assegna i premi per ciascuna delle quattro categorie: danza, opera lirica, istruzione (dal 2019), e digitale (dal 2020).
La serata di gala è ospitata ogni anno in un teatro dell'opera europeo e si svolge nel mese di gennaio o di febbraio. L'iniziativa è sostenuta dal programma di finanziamento Europa creativa dell'Unione Europea. Il premio Van Cleef & Arpels per il balletto assegna 100.000 euro e il Premio Rolf Liebermann per l'opera lirica 150.000 euro.  Nel corso delle edizioni, hanno preso parte alla giuria internazionale note personalità, fra le quali Eleonora Abbagnato, Pierre Audi, Aurélie Dupont, Bernard Foccroulle, Laurent Hilaire, Nicolas Le Riche, Manuel Legris, Benjamin Millepied, Kevin O'Hare e Tamara Rojo.

## I vincitori
- 2015 – Opéra Garnier, Parigi, Francia
  - Danza: Sleeping Beauty, di Alexei Ratmansky, Teatro alla Scala, Italia; Sound of Music, di Olivier Dubois, Théâtre Vidy-Lausanne, Svizzera
  - Opera: Milo, Maya e il giro del mondo, di Matteo Franceschini, Teatro Sociale di Como, Italia; Private View, di Annelies Van Parys, Muziektheater Transparant, Belgio
- 2016 – Teatro alla Scala, Milano, Italia
  - Danza: Le Syndrome Ian, di Christian Rizzo, Centro coreografico nazionale di Montpellier, Francia
  - Opera: Kein Licht,  di Philippe Manoury, Théâtre national de l'Opéra-Comique, Parigi, Francia
- 2017 – Großes Festspielhaus, Salisburgo, Austria
  - Danza: Love Chapter 2, di Sharon Eyal e Gai Behar, L-E-V Sharon Eyal & Gai Behar, Israele
  - Opera: The Second Violinist, di Donnacha Dennehy, Irish National Opera, Dublino, Irlanda
- 2018 – Opera di Stato della Baviera, Monaco di Baviera, Germania
  - Danza: A Quiet Evening of Dance, di William Forsythe, Teatro Sadler's Wells, Londra, Regno Unito
  - Opera: Seven Stones, di Ondřej Adámek, Festival d'Aix-en-Provence, Francia
- 2019 – Gran Teatro La Fenice, Venezia, Italia
  - Danza: Invisible Cities, di Sidi Larbi Cherkaoui, Ballet Rambert, Londra, Regno Unito
  - Opera: Denis & Katya, di Philip Venables, Opera Philadelphia, Pennsylvania, Stati Uniti
- 2020 – Premi annunciati online a causa della pandemia di COVID-19 in Europa
  - Danza: LIGHT: Bach dances, di Hofesh Shechter, Hofesh Shechter Company, Londra, Regno Unito
  - Opera: Woman at Point Zero, di Bushra El-Turk, LOD muziektheater, Belgio
- 2021 – Théâtre Royal de la Monnaie, Bruxelles, Belgio
  - Danza: La visita, compagnia Peeping Tom, La Fondazione I Teatri di Reggio Emilia, Italia
  - Opera: Like Flesh, di Sivan Eldar, Opéra de Lille, Lilla, Francia
- 2022 – Opéra national de Paris, Francia
  - Danza: Mont Ventoux, di Antonio De Rosa e Mattia Russo, Collettivo KOR’SIA, Spagna
  - Opera: Here and there - Untold, di Alex Ho, O. Festival for Opera. Music. Theatre., Rotterdam, Paesi Bassi